# Brachionichthyidae
Los Braquionictíidos (Brachionichthyidae) o Peces con manos son una familia de peces del orden Lophiiformes. Incluye 5 géneros y 14 especies (sin contar extintas). Esta familia es endémica de las aguas costeras de Tasmania y sur de Australia, aunque el registro fósil indica que estuvo mucho más ampliamente distribuida.

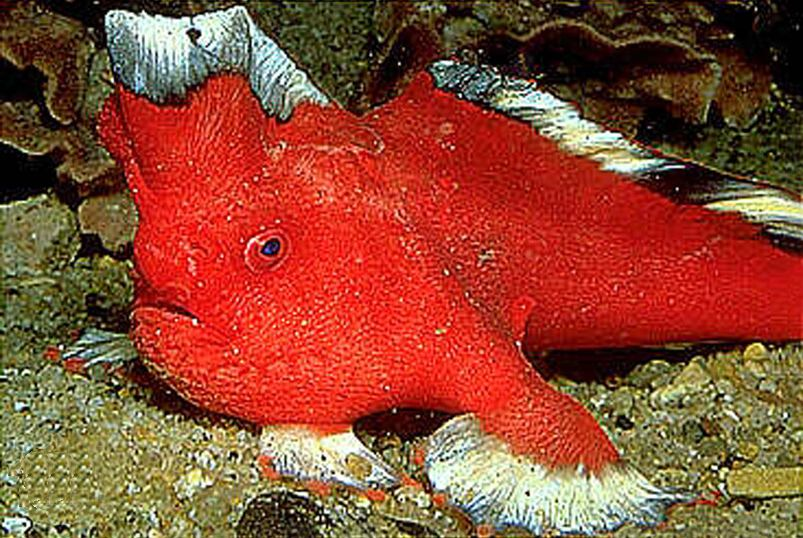
Thymichthys politus.

Son peces bénticos y se desplazan por el fondo marino usando sus aletas como manos.
Son peces sedentarios y se alimentan de pequeños crustáceos y de otros peces pequeños.
Miden hasta unos 15 cm de largo. No tiene escamas normales sino que su piel está cubierta de verrugas o pequeñas protuberancias. Sus aletas pectorales tienen forma de manos, de lo que deriva su nombre común en inglés (handfish). Su primera aleta dorsal es usada como señuelo para atraer a sus presas.